# Yoshitada Yamaguchi
Yoshitada Yamaguchi (jap. 山口芳忠 Yamaguchi Yoshitada; ur. 28 września 1944 w Fujedzie) – japoński piłkarz, reprezentant kraju.

## Kariera klubowa
Od 1967 do 1975 roku występował w klubie Hitachi.

## Kariera reprezentacyjna
Karierę reprezentacyjną rozpoczął w 1964, a zakończył w 1973 roku. W sumie w reprezentacji wystąpił w 49 spotkaniach. Został powołany do kadry na Igrzyska Olimpijskie w 1964 i 1968 roku.

## Statystyki
| Reprezentacja Japonii | Reprezentacja Japonii | Reprezentacja Japonii |
| Rok                   | Mecze                 | Gole                  |
| --------------------- | --------------------- | --------------------- |
| 1964                  | 1                     | 0                     |
| 1965                  | 4                     | 0                     |
| 1966                  | 7                     | 0                     |
| 1967                  | 4                     | 0                     |
| 1968                  | 3                     | 0                     |
| 1969                  | 4                     | 0                     |
| 1970                  | 12                    | 0                     |
| 1971                  | 6                     | 0                     |
| 1972                  | 5                     | 0                     |
| 1973                  | 3                     | 0                     |
| Razem                 | 49                    | 0                     |